# Luis Valbuena
Luis Adán Valbuena (Caja Seca, 30 de noviembre de 1985-Municipio Cocorote, Yaracuy, 7 de diciembre de 2018) fue un infielder venezolano de béisbol profesional que jugaba para los Cardenales de Lara en Venezuela y para Los Angeles Angels de las Grandes Ligas. Anteriormente jugó para los Seattle Mariners en 2008, los Cleveland Indians entre 2009 y 2011, los Chicago Cubs entre 2012 y 2014, y los Houston Astros entre 2015 y 2016. Se desempeñaba principalmente como tercera base.

## Carrera profesional

### Seattle Mariners
Valbuena inició su carrera profesional en 2005 en la organización de los Seattle Mariners. Fue promovido a las Grandes Ligas el 1 de septiembre de 2008, proveniente del equipo Clase AAA de los Marineros, los Tacoma Rainiers.

### Cleveland Indians

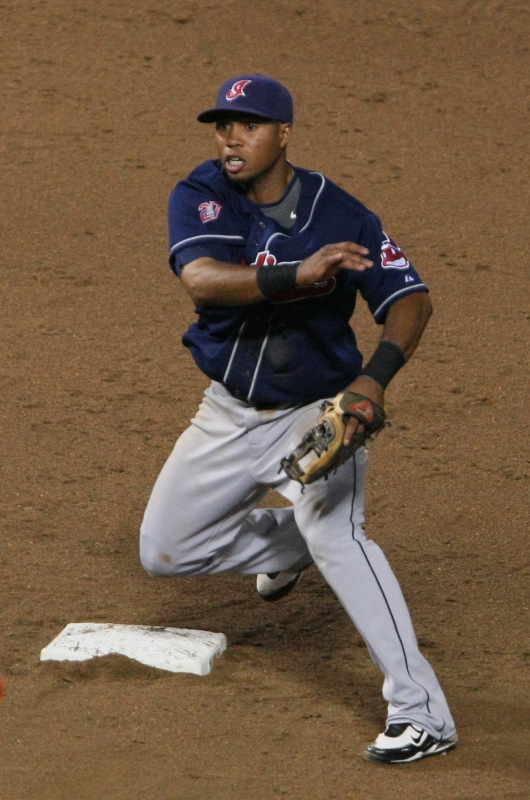
Valbuena con los Cleveland Indians.

El 10 de diciembre de 2008, Valbuena fue transferido a los Cleveland Indians en una transferencia que involucró a tres equipos, en la cual Franklin Gutiérrez fue enviado a Seattle.
Su primer jonrón se lo conectó a Bartolo Colón.
En julio de 2011, los Indians enviaron a Valbuena a la filial Clase AAA de Columbus, para promover al novato segunda base Jason Kipnis.
En agosto de ese mismo año, Valbuena fue llamado después de que Kipnis fuera colocado en la lista de lesionados debido a una lesión en el oblicuo. Fue designado para asignación y removido de la plantilla de 40 jugadores el 18 de noviembre de 2011. El 26 de noviembre fue transferido a los Toronto Blue Jays por dinero en efectivo.

### Chicago Cubs
El 12 de abril de 2012, Valbuena fue reclamado vía waivers por los Chicago Cubs después de ser listado por los Blue Jays. Fue enviado a las menores el 7 de abril, y llamado del equipo Iowa Cubs de Clase AAA el 14 de junio.

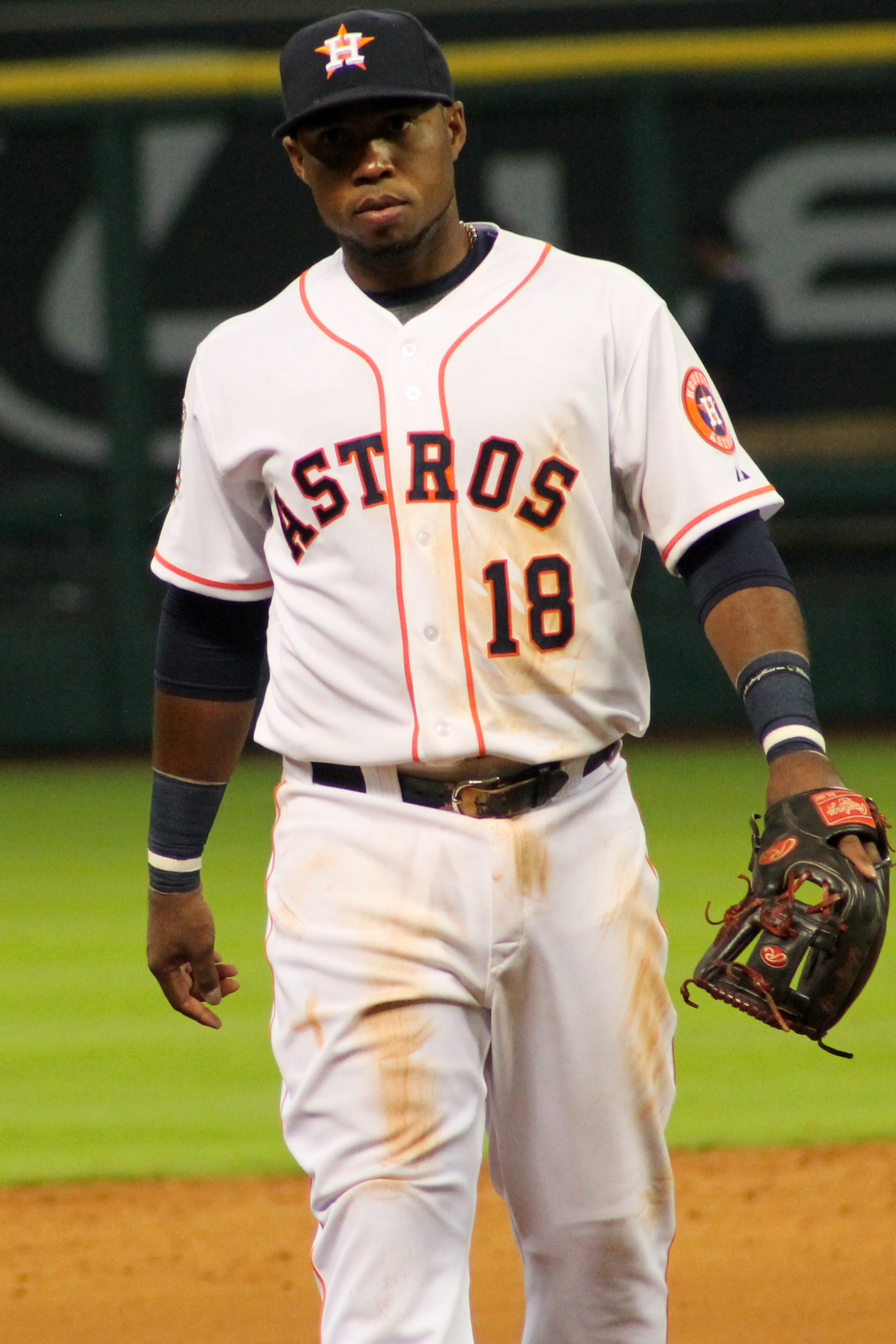
Valbuena con los Astros en 2015.

### Houston Astros
El 19 de enero de 2015, Valbuena fue transferido a los Houston Astros junto a Dan Straily, a cambio de Dexter Fowler.

### Los Angeles Angels of Anaheim
El 24 de enero de 2017, Valbuena firmó un contrato por dos años con los Angelinos de Anaheim.

## Muerte
Falleció el 7 de diciembre del año 2018 en un accidente de tránsito provocado por un objeto contundente puesto en la vía pública para robarles cuando viajaba desde Caracas a Barquisimeto en una camioneta Fortuner propiedad del también pelotero Carlos Rivero (quien resultó con lesiones menores). El siniestro ocurrió específicamente en la Autopista Centro Occidental Cimarrón-Andresote en La Morita (Municipio Cocorote) en la carretera entre Yaracuy y Lara.
La colisión fue producto del impacto del mencionado vehículo contra una piedra, modus operandi que acostumbran a emplear los ladrones de la zona. El impacto ocasionó el violento vuelco del vehículo; sus restos fueron encontrados a la 1:50 AM acompañado de su compañero de equipo, el ex grandes ligas José Castillo, quien también falleció en el lugar del accidente, y aunque inicialmente se difundió la información de que antisociales aprovecharon para despojarlos de sus pertenencias, la misma fue desmentida por el pelotero y compañero de equipo de Castillo, Elvis Escobar, quien presenció el accidente al ir en otro vehículo pocos metros detrás del siniestrado.
Tras su fallecimiento, el equipo Cardenales de Lara decidió retirar el número 1 de su camiseta.